# Din morsa också!
Din morsa också! (originaltitel: Y tu mamá también) är en mexikansk film från 2001 i regi av Alfonso Cuarón.

## Handling
Tenochs (Diego Luna) och Julios (Gael García Bernal) flickvänner överger dem för att resa i Europa över sommaren. Istället träffar de på den något äldre Luisa (Maribel Verdú). För att imponera på henne berättar de om paradisstranden Boca del Cielo och hon bestämmer sig för att följa med dem. På vägen dit får de lära sig mer om livet, vänskap, sex och varandra.

## Rollista (urval)
| Maribel Verdú        | – Luisa Cortés                   |
| Gael García Bernal   | – Julio Zapata                   |
| Diego Luna           | – Tenoch Iturbide                |
| Diana Bracho         | – Silvia Allende de Iturbide     |
| Andrés Almeida       | – Diego "Saba" Madero            |
| Ana López Mercado    | – Ana Morelos                    |
| Nathan Grinberg      | – Manuel Huerta                  |
| Verónica Langer      | – María Eugenia Calles de Huerta |
| María Aura           | – Cecilia Huerta                 |
| Juan Carlos Remolina | – Alejandro "Jano" Montes de Oca |
| Daniel Giménez Cacho | – Berättarröst (ej krediterad)   |

## Om filmen
- Nominerad för bästa manus vid Oscarsgalan 2003.
- Nominerad till en Golden Globe för bästa utländska film.

Strandscenerna är inspelade i Huatulcobukterna.